# Црква Светог пророка Јеремије у Браничеву
Црква Светог пророка Јеремије у Браничеву (општина Голубац) подигнута је у периоду од 1874. до 1876. године. Припада Епархији браничевској Српске православне цркве и представља непокретно културно добро као споменик културе.

## Архитектура
Црква у Браничеву је саграђена у духу класицизма уз примену барокних и романтичарских елемената. У основи је једнобродна грађевина са олтарском апсидом на истоку, бочним певничким апсидама и звоником на западу. Просторно је подељена на једноделни олтарски простор, наос са плитким правоугаоним певничким просторима и припрату са галеријом над којом је изведен звоник. Декорацију фасада одликује извођење архитектонских елемената у виду подеоног и вишеструко профилисаног кровног венца, као и пиластара између којих се формирају полукружно завршене нише са прозорским отворима наглашеним профилисаним детаљима. Западна фасада је скромније обрађена, дефинисана као забатни зид чији се облик преноси на профилацију нише у коју су постављени портал и монофора. Њом доминира масивни звоник у завршници.
Четрнаест икона на нижој иконостасној прегради изведеној у класицистичком духу, осликао је Димитрије Посниковић 1877. године. О томе сведочи сачувани натпис на унутрашњој страни иконостасне преграде. Живопис у цркви је новијег датума.
Црква поседује вредне примере икона, богослужбених књига и сасуда. Од појединачних икона нарочито се издвајају две иконе из 1838. године рад белоцркванског сликара Арсенија Јакшића.